# Haplothrix strandi
Haplothrix strandi là một loài bọ cánh cứng trong họ Cerambycidae.